# Camponotus voeltzkowii
Camponotus voeltzkowii är en myrart som beskrevs av Auguste-Henri Forel 1894. Camponotus voeltzkowii ingår i släktet hästmyror, och familjen myror. Inga underarter finns listade.

## Bildgalleri

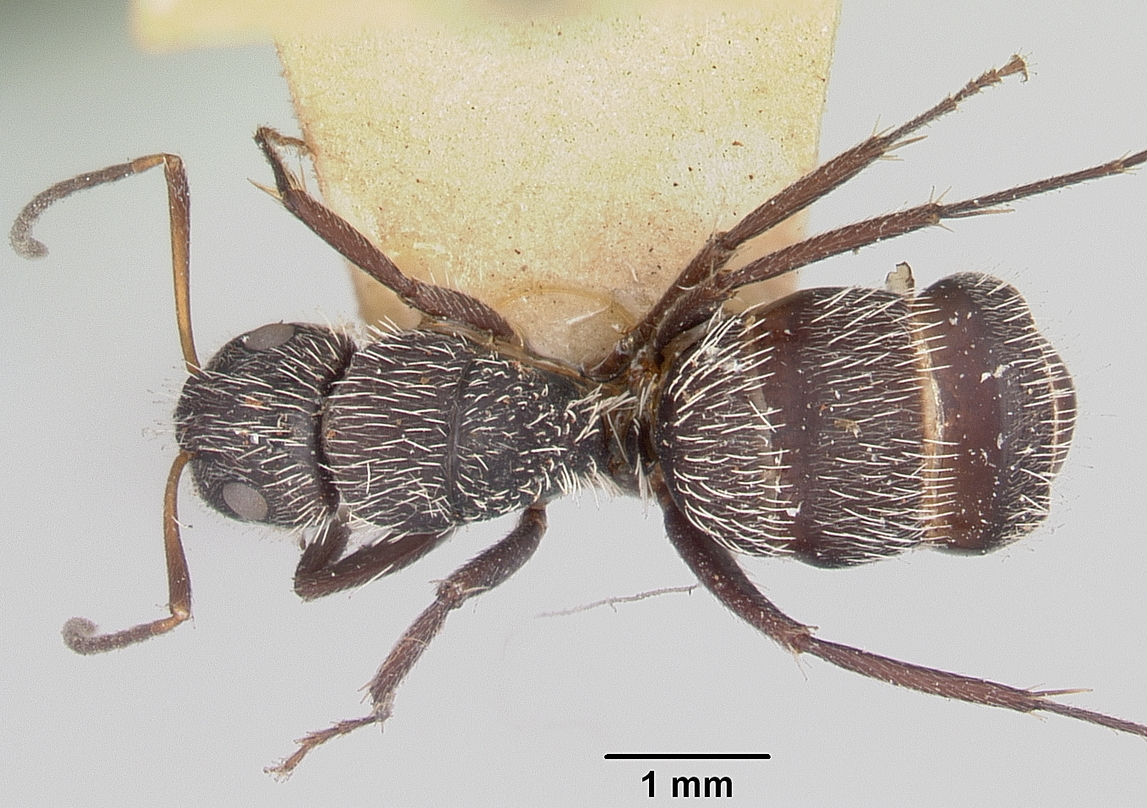
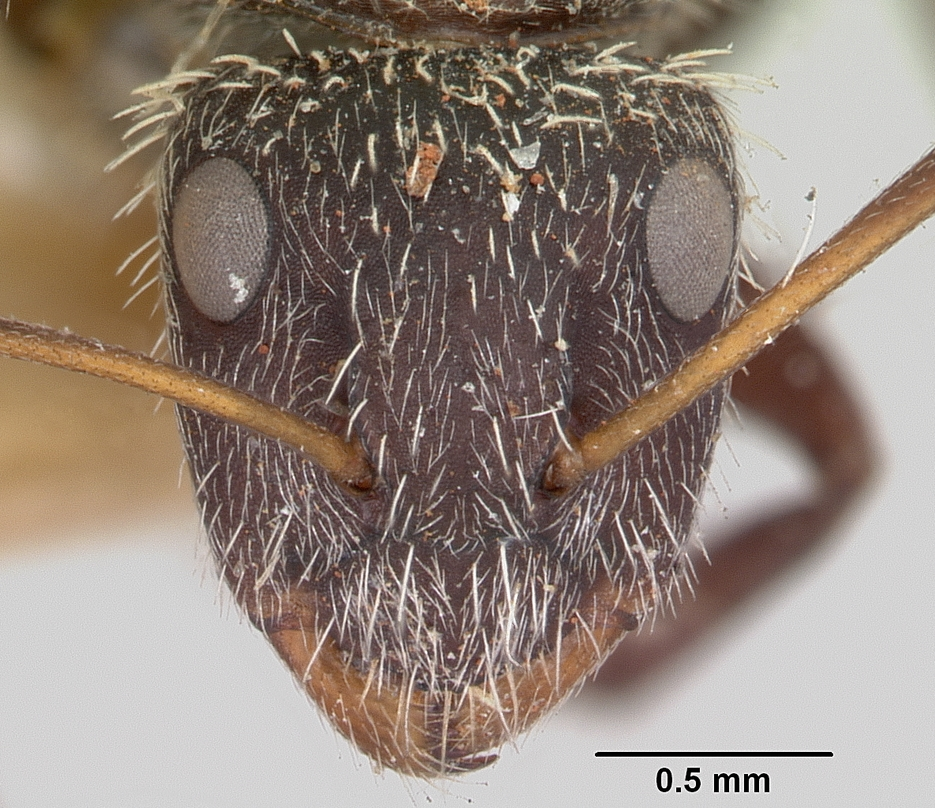
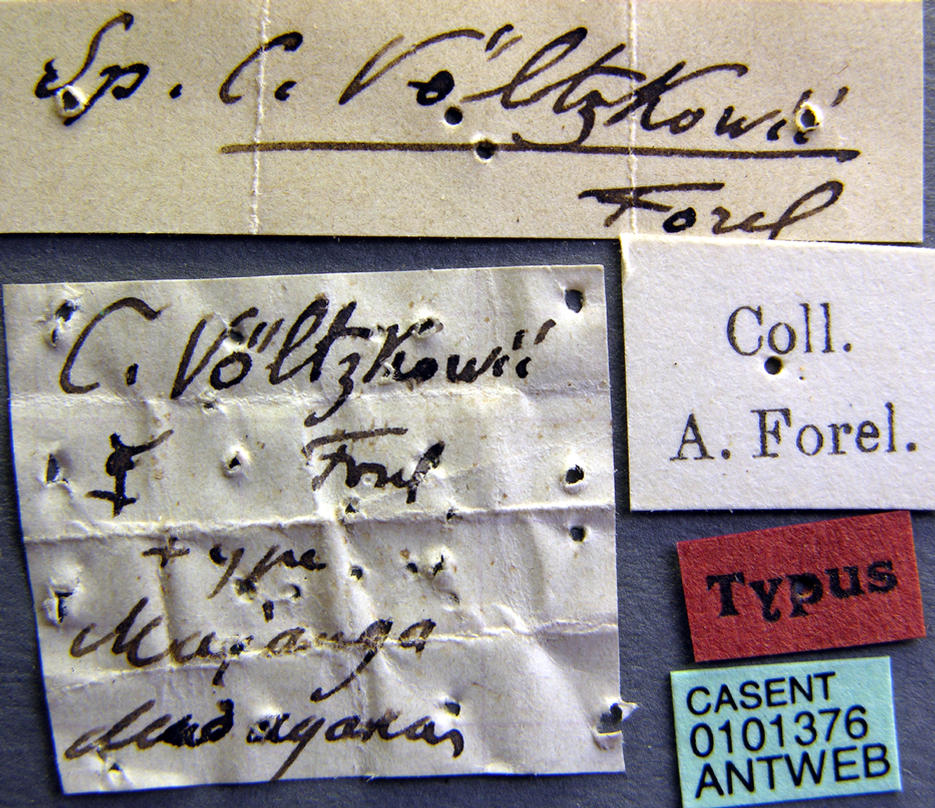
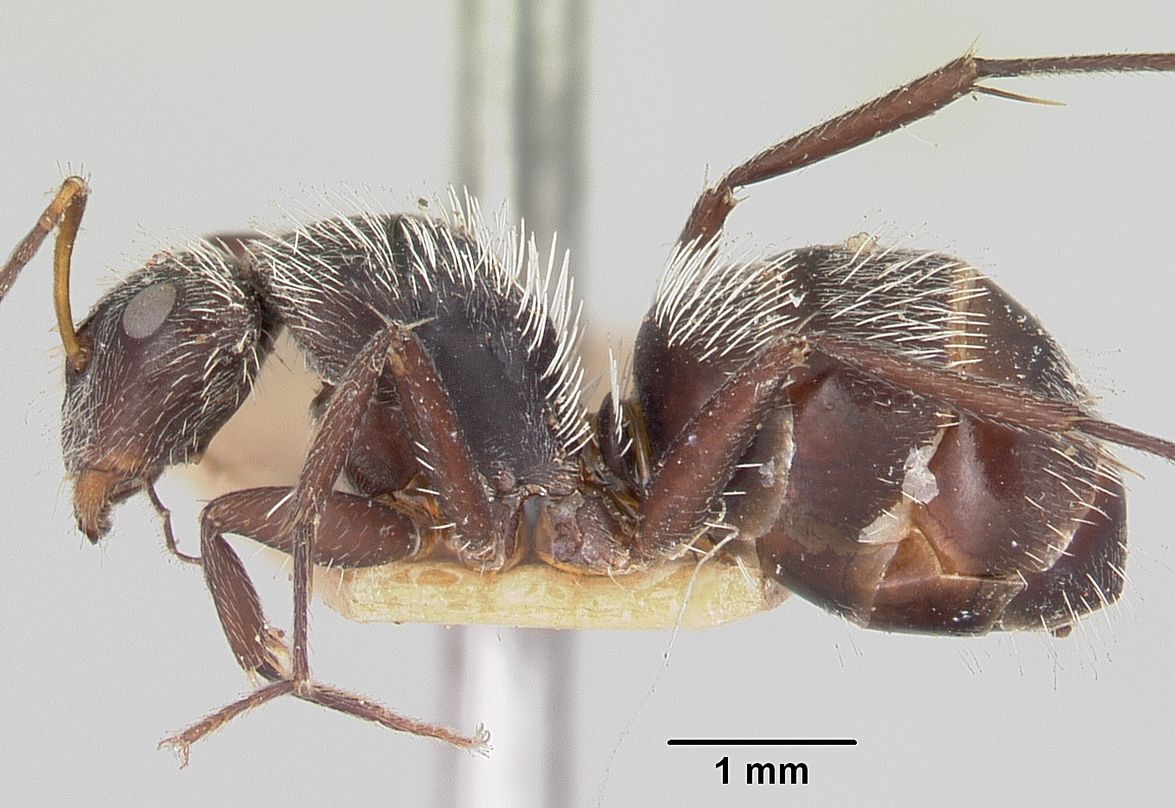
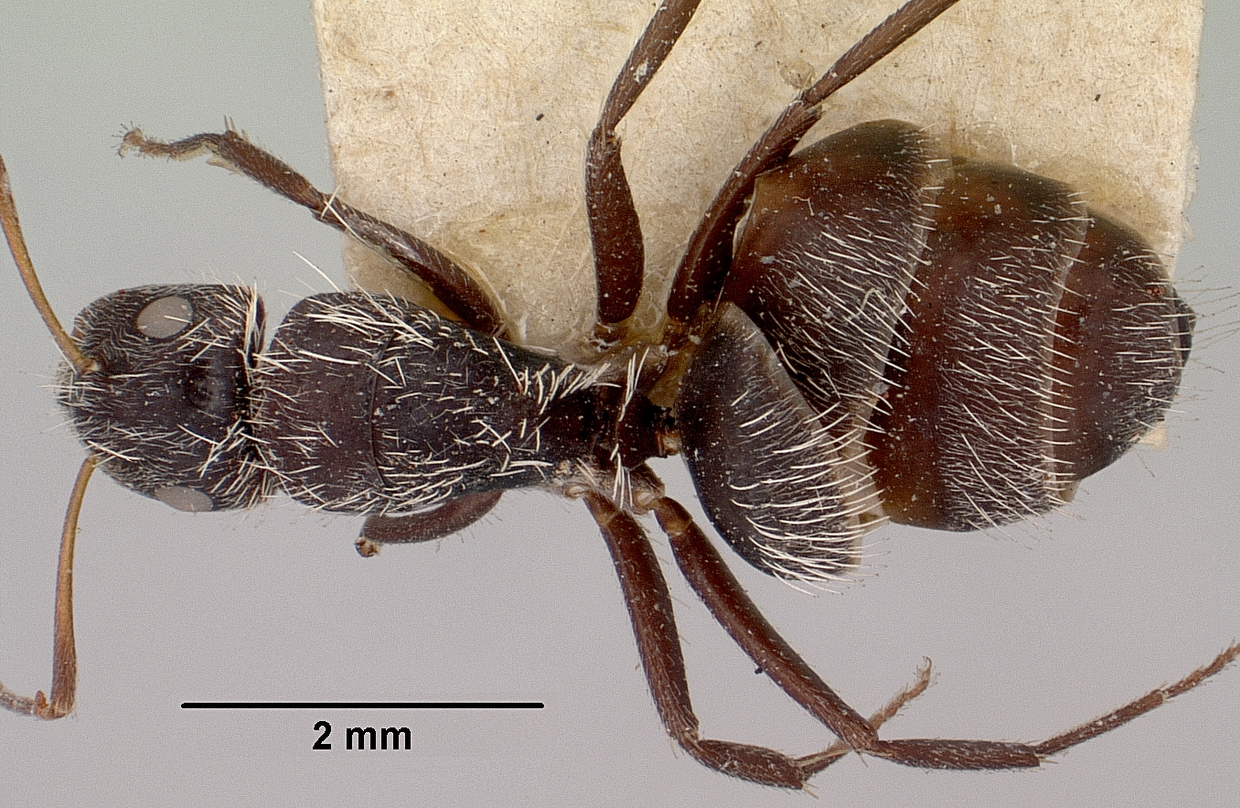
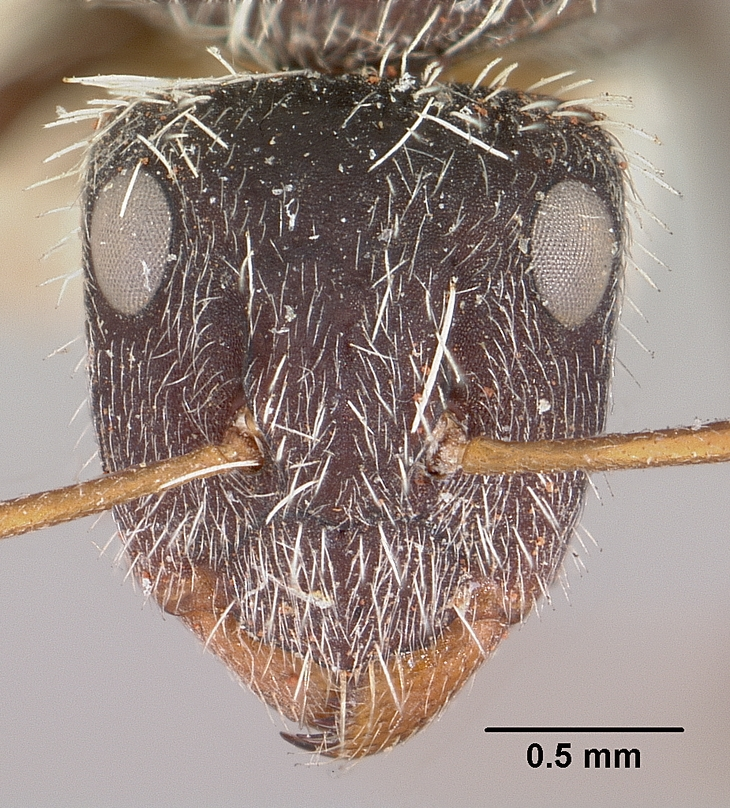